# معركة مالقة (1937)
معركة مالقة هي هجوم شنته القوات القومية وفيلق الجنود المتطوعين الإيطالي أوائل 1937 للقضاء على سيطرة الجمهوريين على مقاطعة مالقة في الحرب الأهلية الإسبانية. أدت مشاركة القوات النظامية المغربية والدبابات الإيطالية من فيلق CTV التي وصلت مؤخرًا إلى هزيمة كاملة للجيش الجمهوري الإسباني وسقوط مالقة في أقل من أسبوع. ونتج من هذا السقوط إحدى أكبر الهجرات الجماعية للمدنيين في الحرب الأهلية، وجرت خلالها مذبحة على طريق مالقة-ألميريا السريع.

## المقدمة

### الوضع في مالقة
كانت مدينة ملقة وجزءًا كبيرًا من مقاطعتها إلى الجانب الجمهوري منذ بداية الحرب الأهلية، وسيطرت عليها الميليشيات واللجان العمالية. وخلال فترة الجمهورية اتسمت مالقة بقوة الحركة العمالية وخاصة الاتحاد الوطني للعمل CNT والحزب الشيوعي الإسباني (PCE). وبمجرد أن تمكن المتمردون احتلال قرطبة في أغسطس 1936، تُركت مالقة ومقاطعتها في عزلة تامة تقريبًا، وأصبحت كأنها شبه جزيرة جمهورية محاطة بإقليم متمرد، على الرغم من ارتباطها بمنطقتها بممر ضيق.
فبعد الفشل في الاستيلاء على مدريد والهجوم الجمهوري المضاد في معركة طريق كورونا، سعى القوميون لاستعادة زمام المبادرة. فقد حجز الجمهوريون شريطًا ساحليًا بعرض 25 ميلًا في جنوب إسبانيا على طول البحر الأبيض المتوسط متمركزًا في مالقة، وهي قاعدة للبحرية الجمهورية الإسبانية، ووصول القوات الإيطالية إلى ميناء قادس القريب جعل الهجوم على مالقة محتملاً.
فاحتلال المدينة له فوائد كبيرة للمتمردين: فمالقة ميناء مهم في البحر الأبيض المتوسط، وبتعداد سكان 150,000 نسمة. وكونها ثاني أكبر مدينة في المنطقة الأندلسية. فإن غزوها يقصر مدى الجبهة بمقدار 150 كيلومترًا وإزالة التهديد الذي لا يزال مستمراً على مدينة غرناطة. ومن ناحية أخرى لن يؤدي ذلك إلى حرمان البحرية الجمهورية من قيادة رأس حربة فوق المضيق فحسب، بل سيوفر أيضًا للمتمردين ميناءً ممتازًا في قلب البحر الأبيض المتوسط، لا سيما من خلال تسهيل الاتصالات من جنوب إسبانيا مع المغرب ومايورقة.

### العمليات الأولية
في 17 يناير بدأ الهجوم على المنطقة قاده كيبو ديانو الذي تولى قيادة الجيش الجنوبي المتمرد، وكان العقيد فرانسيسكو بوربون دوق إشبيلية لديه القيادة المباشرة للقوات. وبدأ هذا في احتلال الجزء الغربي من الأراضي الجمهورية في الأيام الثلاثة الأولى وصولاً إلى ماربيا. ثم تقدمت قوات حامية غرناطة بقيادة العقيد أنطونيو مونيوز خيمينيز، للاستيلاء على ألاما والأراضي المحيطة بها في شمال مقاطعة. ولم يواجه أيًا من الهجومين أدنى مقاومة من الميليشيات الموجودة في المنطقة، وحققا تقدمًا يصل إلى 15 ميلاً في الأسبوع. وبدأ اللاجئون بالتدفق إلى المدينة. على الرغم من تلك الهجمات، لم تدرك قيادة الجمهورية في مالقة في أن القوميين كانوا يركزون لشن هجوم على مالقة، ولم تتخذ تدابير في هذا الصدد لم يكن لديهم ما يكفي من الرجال والمدفعية ليتمكنوا من تعزيز الدفاعات الضعيفة في المنطقة، ولم يكن بوسع حكومة فالنسيا إرسال تعزيزات ومدفعية أيضًا، لأنه في ذلك الوقت انقطع الطريق الساحلي عبر موتريل بسبب الفيضانات.

## تشكيل القوات المتحاربة

### الجانب الجمهوري
تألفت القوات الجمهورية من 12,000 من الميليشيات الأندلسية من الاتحاد الوطني للعمل (فقط 8000 مسلح). على الرغم من العدد الكبير والروح العالية، إلا أن تلك القوات بعيدة كل البعد عن كونها جيشًا منظمًا، وسط خليط من الميليشيات من مختلف الأحزاب والنقابات. وهي ليست مستعدة بالكامل للحرب العسكرية، وهناك عداء قوي بين CNT والحزب الشيوعي الإسباني. بالإضافة إلى ذلك كانوا يفتقرون إلى الأسلحة اللازمة للحفاظ على دفاع ناجح ضد أسلحة الإيطاليين الحديثة. كانت مالقة تفتقر إلى الدفاعات المضادة للطائرات، ولم يقم رجال الميليشيا ببناء الخنادق أو حواجز الطرق وهناك أيضا نقص في الذخيرة.

### الجانب المتمرد
شاركت قوة متعددة قوامها 15 ألف جندي قومي (قوات من المغرب الإسباني وأعضاء الميليشيا الكارلية (ريغيتا))، وجنود إيطاليون في الهجوم على مالقة. هذه القوة كانت بقيادة كيبو ديانو. شكل الإيطاليون بقيادة ماريو رواتا والمعروفين باسم القمصان السوداء، تسع كتائب ميكانيكية قوامها حوالي 5000-10000 جندي ومجهزة بدبابات خفيفة وعربات مصفحة. وفي بحر البوران كانت الطرادات كناريس وبالياريس وفيلاسكو في وضع يمكنها من حصار وقصف مالقة، بدعم من الطراد الألماني الأدميرال جراف شبي.

## المعركة
بدأ جيش الجنوب هجوم مالقة من الغرب على رندة في 3 فبراير. وهجومهم من الشمال ليلة 4 فبراير، حقق فريق القمصان السوداء الإيطالية تقدمًا هائلاً بسبب عدم استعداد الجمهوريين للحرب المدرعة. واصل القوميون تقدمهم المطرد نحو مالقة وبحلول 6 فبراير وصلوا إلى مرتفعات حول المدينة. وخوفًا من التطويق أمر القائد الجمهوري العقيد فيلالبا بإخلاء مالقة، ومع ذلك لم يحاول المتمردون قطع طريق الهروب عليهم، بل تعمدوا تركهم يهربون. وفي 8 فبراير دخل كيبو ديانو وجيش الجنوب إلى مالقة القاتمة والقاحلة. ولم ينزلوا إلى الساحل في الأيام التالية ولم يحاولوا قطع الطريق.
أطلقت البحرية المتمردة نيران مدفعيتها الثقيلة من طرادات كناريا وبليار، بينما سيطرت 33 مقاتلة من طراز فيات و 34 قاذفة قنابل على السماء. بفضل تلك القوة الجوية والبحرية بدأت بمضايقة الطوابير الطويلة من المدنيين ورجال الميليشيات الفارين باتجاه ألمرية. مما تسبب في مذبحة كبيرة. استمر الهروب على طول الطريق السريع حتى يوم 14 فبراير، حيث وصل اللواء المختلط السادس وجزء من اللواء الدولي الثالث عشر من بلنسية، التي استقرت في ألبونيول. فهدأت الجبهة حتى نهاية الحرب في 1939. كان النزوح هو القتال الأخير الذي شارك فيه السرب الإسباني تحت إشراف أندريه مالرو، وعلى الرغم من تكبدهم العديد من الضحايا أثناء القتال، إلا أنهم تمكنوا من تحقيق بعض النجاحات ولكن العمليات في ملقة قد انتهت فعليا في منتصف فبراير. وفي 17 فبراير أمر فرانسيسكو فرانكو كيبو ديانو بوقف الهجوم وعدم دخول المرية. تسبب هذا القرار في استياء شديد لكيبو ديانو لأنه كان يعتقد أن بإمكان قواته أن تحتل ألمرية دون مواجهة مقاومة منظمة من الجيش الجمهوري.

## مابعد المعركة

### القمع القومي
أعدم العديد من الجمهوريين الذين لم يتمكنوا من الفرار من مالقة أو سجنهم. فبعد سقوط مالقة أعدم القوميون 4000 جمهوري فقط في المدينة نفسها. وفر الآلاف من اللاجئين الجمهوريين من المدينة على طول الساحل، ومات الكثير منهم. فلحق القوميون بالفارين على الطريق إلى ألمرية وقتلوا الرجال، لكن دعوا النساء يواصلن حتى يكون عبء إطعامهن على عاتق الحكومة الجمهورية. قال باول برستون:«حشود اللاجئين الذين أغلقوا الطريق خارج ملقة كانت في جحيم. لقد تم قصفهم من البحر ومن الجو ثم نيرانهم الرشاشة. حجم القمع داخل المدينة المنهارة يفسر سبب ذلك».

### العواقب السياسية والعسكرية
أدت الهزيمة المدمرة التي عانى منها الجمهوريون إلى قيام الشيوعيين في حكومة فالنسيا بفرض استقالة الجنرال أسينسيو تورادو، وكيل وزارة الحرب في 20 فبراير. استبدله فرانسيسكو لارجو كاباليرو بمحرر صحفي ليست له خلفية عسكرية إسمه كارلوس دي بارايبار.
كان الانتصار السهل والكامل للقوات الإيطالية انتصارا مدويا للعالم وخاصة للزعيم الإيطالي الفاشي موسوليني. كانت فكرة قوة التدخل العسكري وهمًا، لأن الإمكانيات العسكرية للجمهوريين في مالقة كانت معدومة. الحقيقة هي أن قوات المشاة الإيطالية كانت تعاني من أوجه قصور خطيرة كشفت بعد أسابيع قليلة خلال معركة غوادالاخارا، عندما عانت من هزيمة مدوية أمام قوات ذات خبرة من الجيش الجمهوري الإسباني.

## وصلات خارجية
- Málaga 1937
- Biography of Colonel Villalba